# Europese weg 840
De Europese Weg 840 of E840 is een Europese weg die loopt van Sassari (SS131) in Italië naar de aansluiting met de E80 (SS1/A12) bij Civitavecchia in Italië.

## Algemeen
De Europese weg 840 is een Klasse B-verbindingsweg en verbindt het Italiaanse Sassari met de aansluiting met de E80 bij het Italiaanse Civitavecchia en komt hiermee op een afstand van ongeveer 105 kilometer. De route is door de UNECE als volgt vastgelegd: Sassari - Olbia ... Civitavecchia - aansluiting met E80.
| Nummer | Tracé                   |
| Italië | Italië                  |
| ------ | ----------------------- |
|        | SS1/A12 - Civitavecchia |
|        | Civitavecchia - Olbia   |
|        | Olbia - Tempio          |
|        | Tempio - Sassari        |